# Chimarra philipponi
Chimarra philipponi är en nattsländeart som beskrevs av Francois-Marie Gibon 1986. Chimarra philipponi ingår i släktet Chimarra och familjen stengömmenattsländor. Inga underarter finns listade i Catalogue of Life.